# Stephen P. Laurie
| Asteroidi scoperti: 50 | Asteroidi scoperti: 50 |
| ---------------------- | ---------------------- |
| 7603 Salopia           | 25 luglio 1995         |
| 9421 Violilla          | 24 dicembre 1995       |
| 9428 Angelalouise      | 26 febbraio 1996       |
| (10212) 1997 RA7       | 3 settembre 1997       |
| 10216 Popastro         | 22 settembre 1997      |
| (10383) 1996 SR7       | 16 settembre 1996      |
| (11601) 1995 SE4       | 28 settembre 1995      |
| 11626 Church Stretton  | 8 novembre 1996        |
| (12785) 1995 ST        | 19 settembre 1995      |
| (12786) 1995 SU        | 19 settembre 1995      |
| (13152) 1995 QK        | 19 agosto 1995         |
| (13687) 1997 RB7       | 7 settembre 1997       |
| (16753) 1996 QS1       | 21 agosto 1996         |
| (16771) 1996 UQ3       | 19 ottobre 1996        |
| (17660) 1996 VP6       | 7 novembre 1996        |
| (20199) 1997 DR        | 28 febbraio 1997       |
| (21281) 1996 TX14      | 13 ottobre 1996        |
| (22431) 1996 DY2       | 28 febbraio 1996       |
| (24828) 1995 SE1       | 20 settembre 1995      |
| (26972) 1997 SM3       | 21 settembre 1997      |
| (26981) 1997 UJ15      | 25 ottobre 1997        |
| (27902) 1996 RA5       | 13 settembre 1996      |
| (27908) 1996 TX9       | 4 ottobre 1996         |
| (28015) 1997 YG9       | 26 dicembre 1997       |
| (31144) 1997 TM26      | 7 ottobre 1997         |
| (32930) 1995 SC4       | 24 settembre 1995      |
| (37733) 1996 UD1       | 16 ottobre 1996        |
| (39663) 1995 WM1       | 16 novembre 1995       |
| (39676) 1996 DQ1       | 20 febbraio 1996       |
| (39749) 1997 BW6       | 28 gennaio 1997        |
| (46690) 1997 AN23      | 14 gennaio 1997        |
| (48625) 1995 QF        | 16 agosto 1995         |
| (48632) 1995 SV29      | 29 settembre 1995      |
| (55825) 1995 SD4       | 27 settembre 1995      |
| (55839) 1996 LH1       | 13 giugno 1996         |
| (55846) 1996 RJ5       | 15 settembre 1996      |
| (58367) 1995 QL        | 19 agosto 1995         |
| (58403) 1995 WL1       | 16 novembre 1995       |
| (58425) 1996 DR1       | 20 febbraio 1996       |
| (73818) 1995 WP1       | 17 novembre 1995       |
| (73951) 1997 UK8       | 21 ottobre 1997        |
| (85369) 1996 DX2       | 26 febbraio 1996       |
| (90863) 1996 QR1       | 17 agosto 1996         |
| (100323) 1995 OY1      | 22 luglio 1995         |
| (100447) 1996 RB5      | 14 settembre 1996      |
| (100458) 1996 TP3      | 4 ottobre 1996         |
| (129503) 1995 OZ1      | 24 luglio 1995         |
| (129542) 1996 RK5      | 15 settembre 1996      |
| (157813) 1995 WN1      | 16 novembre 1995       |
| (160526) 1996 RZ4      | 13 settembre 1996      |

Stephen P. Laurie (...) è un astronomo britannico.
È un prolifico scopritore di asteroidi: ne ha scoperti 50. Ha coscoperto una supernova, 1997bq in NGC 3147 .